# Арна
Арна (фр. Arnas) насеље је и општина у источној Француској у региону Рона-Алпи, у департману Рона која припада префектури Вилфранш сир Саон.
По подацима из 2011. године у општини је живело 3.354 становника, а густина насељености је износила 191,44 становника/km². Општина се простире на површини од 17,52 km². Налази се на средњој надморској висини од 190 метара (максималној 264 m, а минималној 167 m).

## Демографија
| 1962. | 1968. | 1975. | 1982. | 1990. | 1999. | 2011. |
| ----- | ----- | ----- | ----- | ----- | ----- | ----- |
| 1.349 | 1.547 | 2.116 | 2.336 | 2.783 | 3.106 | 3.354 |

График промене броја становника у току последњих година